# Stazione di Aoba-dōri

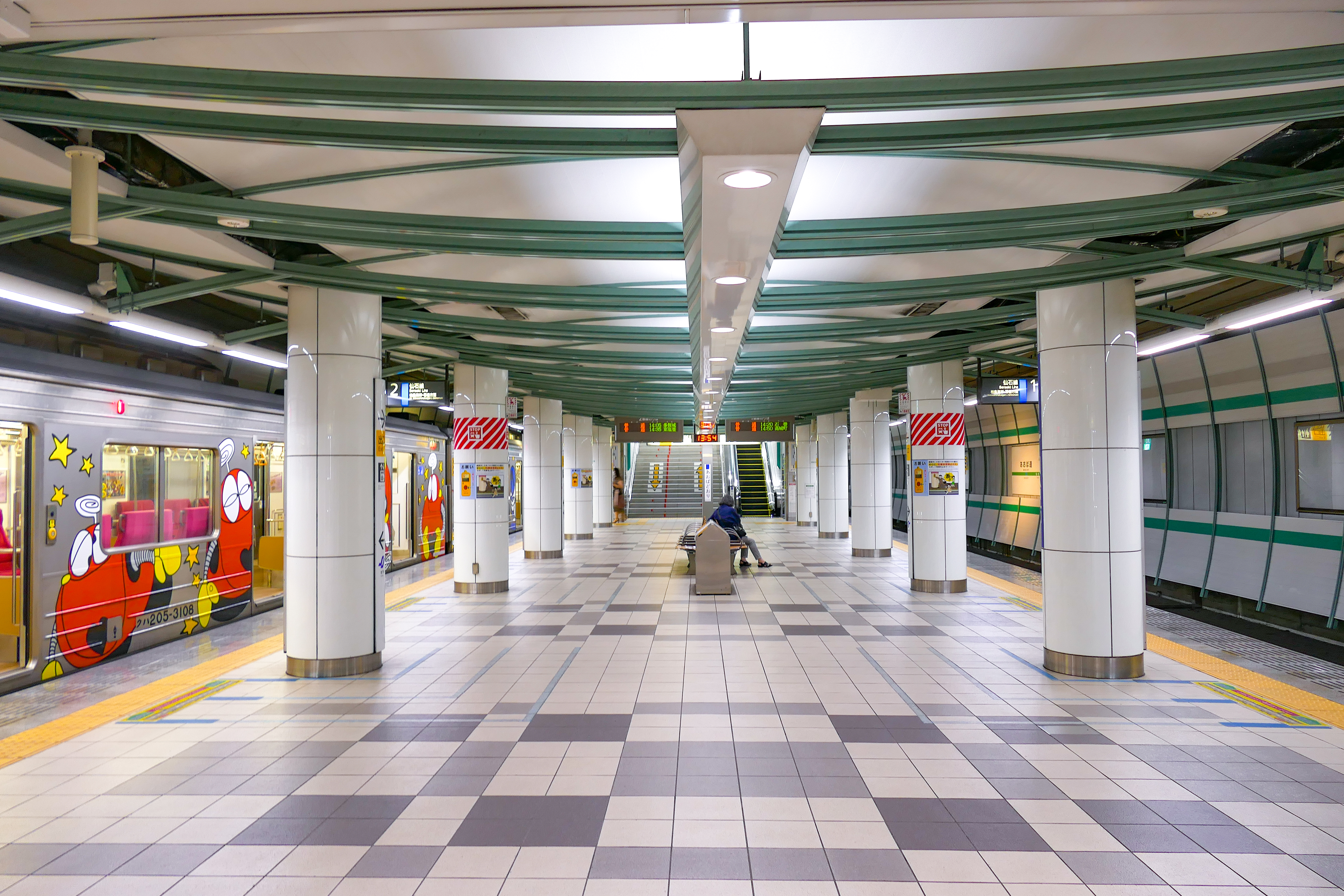
Vista delle banchine

La stazione di Aoba-dōri (あおば通駅?, Aoba-dōri-eki) è una stazione ferroviaria urbana situata nel quartiere di Aoba-ku della città di Sendai, nella prefettura di Miyagi, in Giappone, ed è capolinea della ferrovia suburbana linea Senseki della JR East.

## Servizi ferroviari
East Japan Railway Company
■ Linea Senseki

## Struttura
La stazione è dotata di un marciapiede a isola centrale con due binari di testa sotterranei. Sopra di essi si trova il mezzanino, con tornelli di accesso, biglietteria automatica e presenziata (attiva dalle 7 alle 21). La stazione è collegata inoltre anche con la stazione di Sendai della linea Namboku della metropolitana cittadina. 
| 1-2 | ■ Linea Senseki | per Sendai, Tagajō, Hon-Shiogama, Matsushima-Kaigan e Takagimachi |

## Stazioni adiacenti
| «             | Servizio      | »             |
| Linea Senseki | Linea Senseki | Linea Senseki |
| ------------- | ------------- | ------------- |
| Capolinea     | Tutti i treni | Sendai        |